# 중국조선어
중국조선어(중국어: 中國朝鮮語)는 중화인민공화국에 거주하는 조선족 사이에서 쓰이는 한국어를 가르킨다. 주로 랴오닝성, 헤이룽장성, 지린성 등에 거주하는 조선족 공동체에서 사용되며 주요 어휘는 조선민주주의인민공화국의 문화어가 표준어이다.

## 개요
지린성, 헤이룽장성, 랴오닝성의 이른바 ‘동북3성’에서 주로 쓰인다. 이주자의 출신지역 상 한반도의 서북 방언, 동북 방언, 동남 방언을 바탕으로 하는데, 이러한 경향은 지역에 따라 대체적으로 다르게 나타나 일률적으로 묶기 힘들다.

## 언어 규범
중국조선말에 관한 망라적인 언어 규범은 동북3성조선어문사업협의소조(중국어 간체자: 东北三省朝鲜语文工作协作小组)가 1977년에 작성한 ‘조선말규범집’이 처음이다. 이 규범집에는 표준발음법, 맞춤법, 띄어쓰기, 문장부호에 관한 규범이 수록되었다. ‘조선말규범집’은 어휘에 관한 규범을 덧붙이고, 일부를 가필 수정한 개정판이 1984년에 만들어졌다.
중국조선말은 1949년 중화인민공화국 건국 이래, 조선민주주의인민공화국(이하 북조선)의 언어에 규범의 토대를 두어 온 경위로, 중국조선말의 언어 규범은 모두 북조선의 규범(조선말규범집 등)과 거의 동일하며, 1992년 한중수교 이후에는 대한민국으로부터 진출한 기업이나 한국어 교육 기관의 영향력이 커짐에 따라 남한식 한국어의 사용이 확대되고 있다.

## 지역 차이
현실적으로 중국조선말은 균질적인 것이 아니라 아주 다양하다. 조선 시대부터 한반도각지에서 만주지역으로 이주했다. 일반적으로 함경도 출신자들은 두만강 건너편인 지린성으로 가고, 평안도 출신자들은 압록강 건너편인 랴오닝성으로 가는 경우 많았기 때문에 지린성 옌볜 조선족 자치주에서는 함경도의 방언적 특징이 강하게 남아 있고 랴오닝성에서는 평안도의 방언적 특징이 강하게 남아 있다. 한국어의 방언과 각 지역의 관계는 대략 아래와 같다.
- 동북(함경도) 방언 : 지린성 옌볜 조선족 자치주, 헤이룽장성 목단강 시 등. 연변의 두만강 연안 동부 지역은 육진 방언이다.
- 서북(평안도) 방언 : 랴오닝성 중부,동부;지린성 남부.
- 동남(경상도) 방언 : 옌볜 조선족 자치주를 제외한 지린성 기타 지방, 헤이룽장성 서부, 북부와 랴오닝성 일부.

표준어와 서남(전라도) 방언은 큰 사용 지역이 없고 동북 각성에 산재하고 있다. 중부 방언 지역으로서 지린성 유하현 강가점향 경기둔(吉林省 柳河県 姜家店郷 京畿屯)을 들며, 서남 방언 지역으로서 지린성 교하현 천북향 영진촌(吉林省 蛟河県 天北郷 永進村)을 들 수 있다.제주방언 등 다른 방언의 지역은 형성되지 않았으나 이주1세 중에서 가끔 포함되어 있다.

## 특징
음운, 문법, 어휘 각 분야에 있어서 바탕에 깔린 한국어 방언에 따라 지역마다 방언적 특징을 가진다.

### 음운
서남 방언 지역에서는 단모음 [ø](ㅚ)와 [y](ㅟ)를 가지며 동남 방언 지역에서는 [ɛ](ㅐ)와 [e](ㅔ)가 구별되지 않는다. 중국조선말은 일반적으로 한반도북부 방언의 영향력이 강하여 일부의 /ㅈ/, /ㅊ/, /ㅉ/이 /ㄷ/, /ㅌ/, /ㄸ/으로 나타나거나 모음 /i/, 반모음 /j/에 앞선 /ㄴ/이 어두에 올 수 있는 등 북부 방언의 특징들을 잘 간직한다.
또 동북 방언, 동남 방언 지역에서는 변별적인 고저 악센트(이른바 ‘성조’)를 가지며 소리의 높낮이로 단어의 뜻을 구별한다.

## 문법
표준어의 ‘-ㅂ니까/-습니까’는 동북 방언 지역(지린성 허룽시, 훈춘시)에서 ‘-ㅁ둥/-슴둥’으로 나타나고, 헤이룽장성의 타이라이현(동남 방언 지역)에서는 ‘-ㅁ니꺼/-심니꺼’로 나타나는 등 지역적특징이 있으며, 통사론 차원에서 중국어의 영향을 받는 경우도 있다.
- 중국어 어휘를 한국 한자음으로 읽는 차용 어휘.
  - 판공실 ＜ 중국어 간체자: 办公室 (사무실)
- 그 외의 차 음현상: 중국어 발음을 따른 차용어. 성조의 탈락 등 조선어의 음운 체계에 맞춰 중국어 원음이 약간 변형된다.
  - 땐노 ＜ 중국어 간체자: 电脑, 병음: diànnǎo 뎬나오[*] (컴퓨터)